# Brouwerij Ressen
Brouwerij Ressen later ook wel Ressen - Gorus is een voormalige brouwerij te Dendermonde en was actief van 1890 tot 1942. 
De brouwerij kreeg door een huwelijk de dubbelnaam vermoedelijk vanaf 1925. 
Het brouwershuis staat momenteel vermeld op de lijst van onroerend erfgoed en werd gebouwd in 1920. Het betreft een rijhuis in een eclectische stijl van drie bouwlagen met een geknikt zadeldak 

## Bieren[1]
- Benediktyner Bier
- Blonde
- Triple de Dendermonde